# Palacio de los Marqueses de Urriés

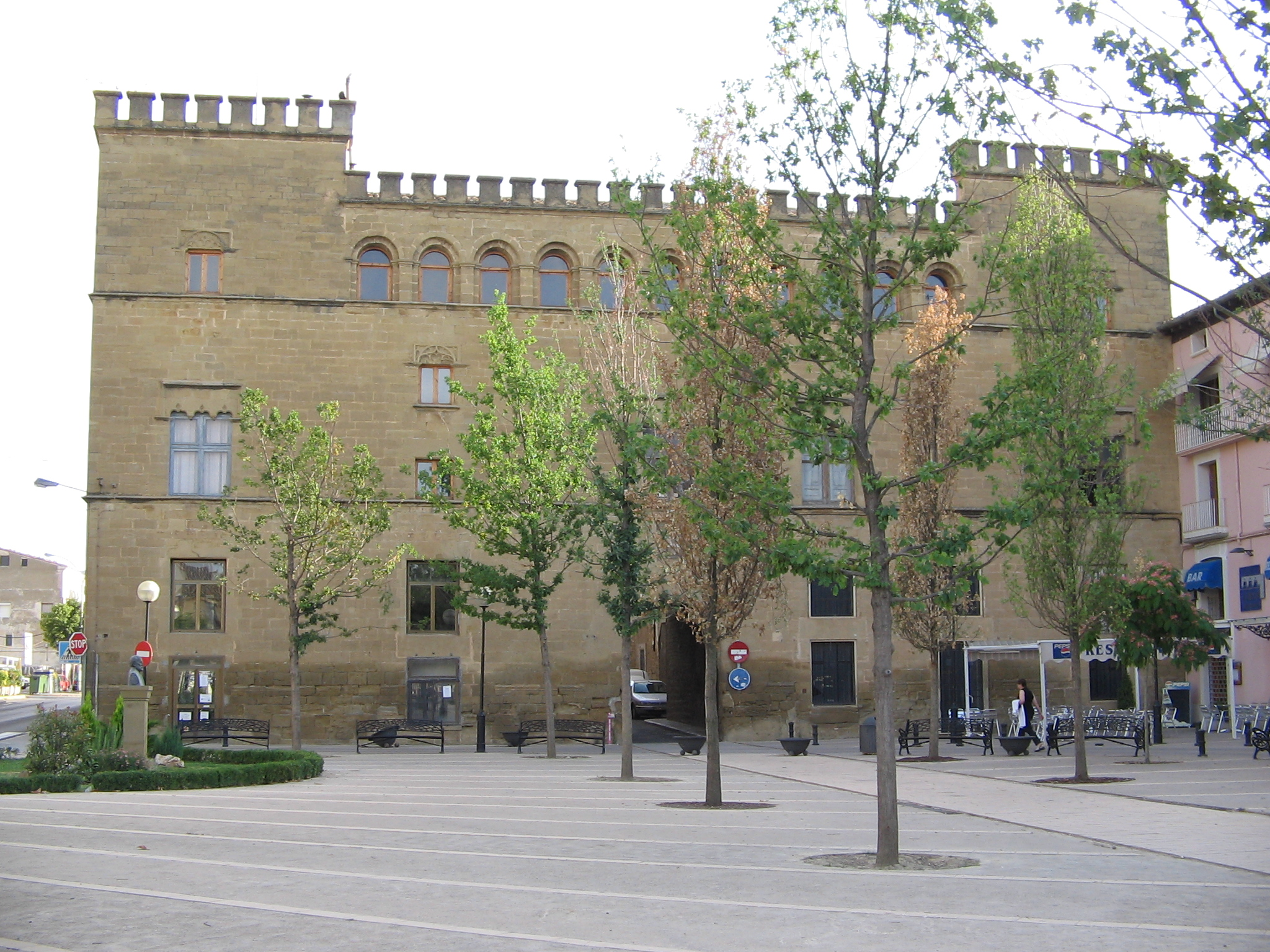
Palacio de los Marqueses de Urriés

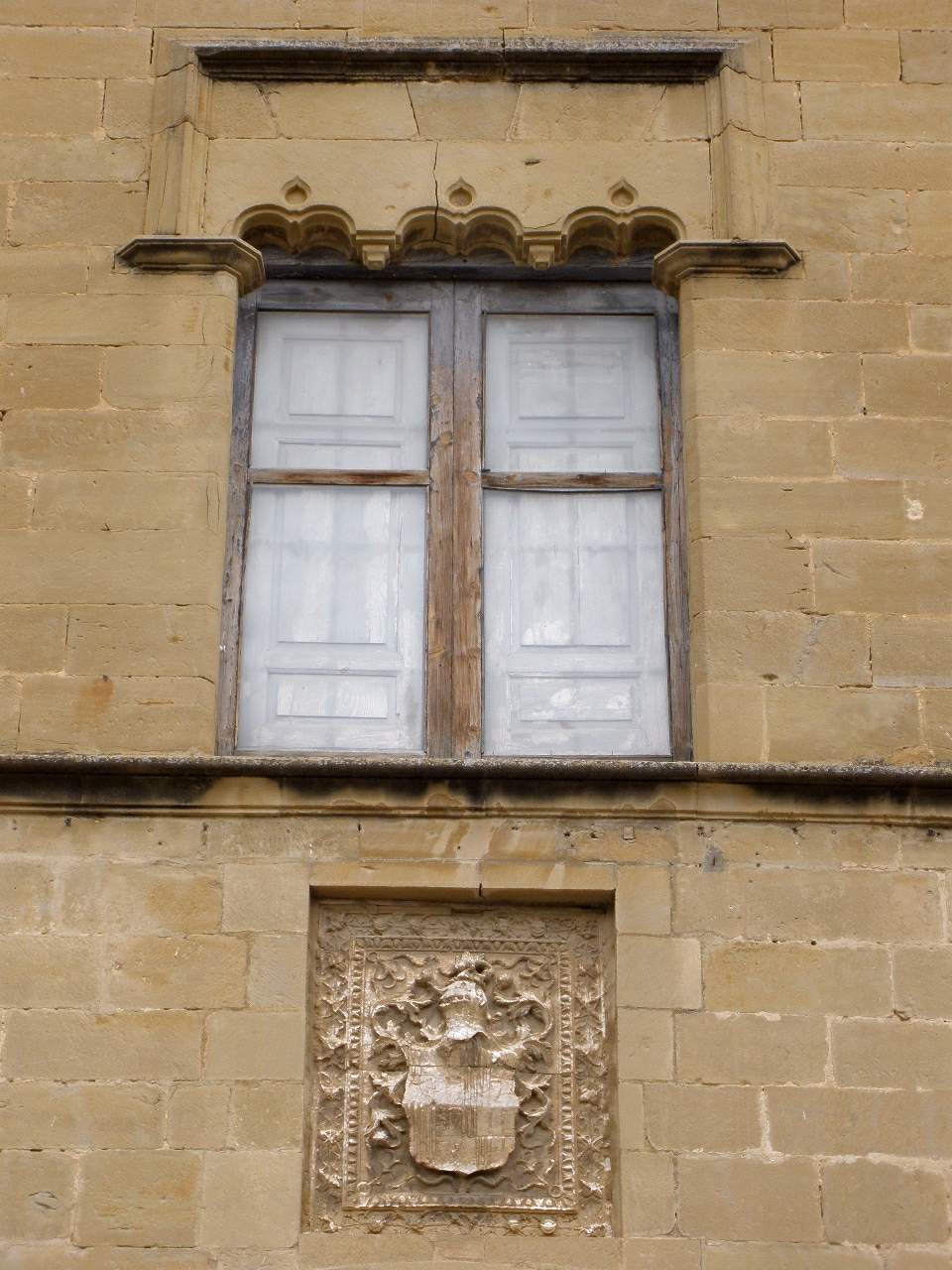
Wappen an der Fassade

Der Palacio de los Marqueses de Urriés ist ein Palast in Ayerbe, einer spanischen Gemeinde in der Provinz Huesca der Autonomen Gemeinschaft Aragonien, der im 15. Jahrhundert errichtet wurde. Das Gebäude befindet sich in zentraler Lage am Plaza de Ramón y Cajal. Es ist seit 1931 ein geschütztes Baudenkmal (Bien de Interés Cultural).

## Beschreibung
Der Palast wurde von der angesehensten Familie in Ayerbe, den Marqueses de Urriés errichtet. Er nimmt eine ganze Seitenlänge des zentralen Platzes ein. Hugo de Urriés war der Bauherr des im Stil der Spätgotik und Renaissance errichteten Bauwerks.
Die Fassade zum Platz ist mit Zinnen bekrönt und an den Ecken von Türmen flankiert. Ein Teil der gotischen Fenster wurde in neuerer Zeit modernisiert. Über dem rundbogigen Portal ist das Wappen der Marqueses de Urriés angebracht. Das obere Stockwerk ist mit einer Galerie versehen.
Im Inneren führt eine prächtige Treppe zum großen Empfangssaal. Von der einst bemerkenswerten Ausstattung des Palastes sind nur noch kleine Reste erhalten.

## Heutige Nutzung
Seit 2004 ist im Palast eine private Musikschule untergebracht.